# Památník revoluce (Struga)

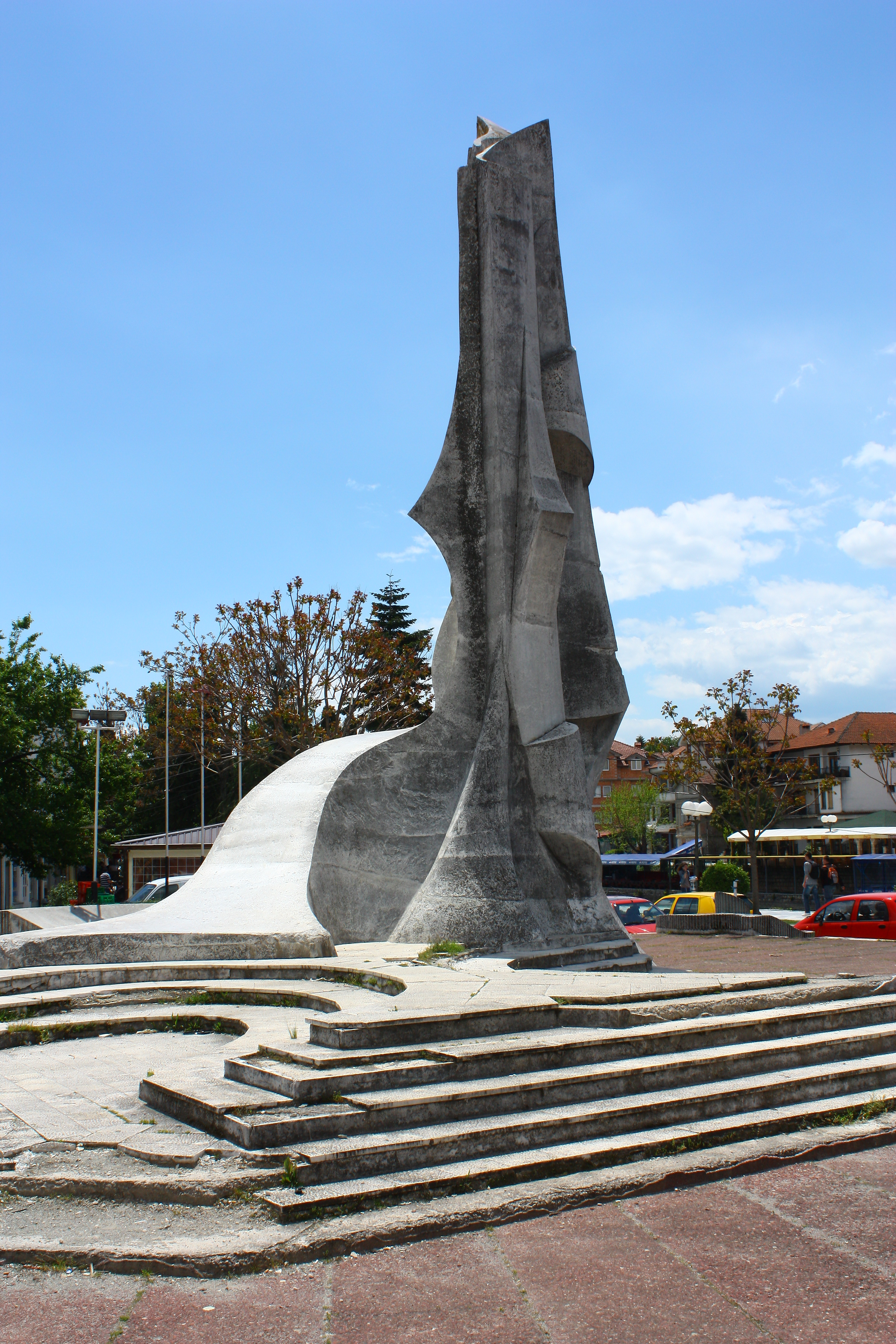
Pohled na památník

Památník revoluce (makedonsky Споменик на револуцијата) se nachází v severomakedonském městě Struga. Nachází se v samotném centru města na třídě Turistička. Památník byl odhalen v roce 1974 a má připomínat revoluční boj makedonského národa[zdroj?] v druhé světové válce. Autorem památníku byl Vojislav Vasiljević.
Je zbudován z bílého betonu, uvnitř se nachází železobetonová konstrukce. Je vysoká 18 m a obklopuje jej park s veřejným prostranstvím. Na základně památníku je umístěn reliéf znázorňující revoluční bojovníky. Součástí památníku je i pamětní deska, provolávající slávu bojovníkům.
Památník byl obnoven v druhé dekádě 21. století. Město chtělo rekonstruovat celé prostranství již od roku 2009.